# Jukka Ruhanen
Jukka Ruhanen (Mikkeli, 16 april 1971) is een voormalig profvoetballer uit Finland, die speelde als middenvelder gedurende zijn carrière. Hij beëindigde zijn actieve loopbaan in 2003 bij de Finse club MyPa-47. Behalve in zijn vaderland speelde hij clubvoetbal in Engeland bij Canvey Island.

## Interlandcarrière
Ruhanen kwam in totaal vijftien keer (drie doelpunten) uit voor de nationale ploeg van Finland in de periode 1992–1995. Onder leiding van bondscoach Jukka Vakkila maakte hij zijn debuut op 12 februari 1992 in het oefenduel tegen Turkije (1-1) in Adana, net als Anders Eriksson, Antti Sumiala en Jari Vanhala.
| Interlanddoelpunten | Interlanddoelpunten | Interlanddoelpunten | Interlanddoelpunten | Interlanddoelpunten | Interlanddoelpunten | Interlanddoelpunten | Interlanddoelpunten |
| #                   | Datum               | Locatie             | Wedstrijd           | Goal(s)             | Score               | Uitslag             | Wedstrijd           |
| ------------------- | ------------------- | ------------------- | ------------------- | ------------------- | ------------------- | ------------------- | ------------------- |
| 1                   | 21/02/1993          | Vantaa              | Finland – Litouwen  | ??'                 | 2 – 0               | 3 – 0               | Oefeninterland      |
| 2                   | 26/10/1994          | Tallinn             | Estland – Finland   | 19'                 | 0 – 2               | 0 – 7               | Oefeninterland      |
| 3                   | 26/10/1994          | Tallinn             | Estland – Finland   | 41'                 | 0 – 6               | 0 – 7               | Oefeninterland      |

## Erelijst
FC Haka
- Veikkausliiga

1999
- Suomen Cup

1997, 2002